# كاميرون وايت
كاميرون وايت (18 أغسطس 1983 في أستراليا - ) (بالإنجليزية: Cameron White)‏ هو لاعب كريكت أسترالي. شارك مع منتخب أستراليا الوطني للكريكت. أما مع فريق رياضي، فقد لعب مع فريق فكتوريا للكريكت ورويال تشالنجرز بنغالور وDeccan Chargers ‏ وصن رايزرز حيدر آباد ونادي مقاطعة نورثامبتونشير للكريكت ‏ ونادي مقاطعة سومرست للكريكت ‏ وMelbourne Renegades ‏ وميلبورن ستارز ‏.

## وصلات خارجية
- كاميرون وايت على موقع إي آس بي آن كريك إنفو (الإنجليزية)